# Štefan Füle
Štefan Füle, né à Sokolov le 24 mai 1962, est un diplomate tchèque, ancien commissaire européen à l'élargissement et à la politique européenne de voisinage.

## Formation
Il étudie la philosophie à l'Université Charles de Prague de 1980 à 1981, avant de rejoindre l'Institut d'État des relations internationales de Moscou pour une durée de cinq ans à partir de 1981.
En 1988, il participe au programme d'études pour le désarmement des Nations unies (ONU).

## Carrière

### Diplomatique
Diplomate de formation, il travaille notamment au département des Nations unies du ministère tchécoslovaque (puis tchèque) des Affaires étrangères, et occupe le poste de premier secrétaire de la représentation permanente de la République fédérale tchèque et slovaque auprès de l'ONU entre 1990 et 1995.
En 1998, il est nommé ambassadeur tchèque en Lituanie. Rappelé dans son pays en 2001 pour devenir premier vice-ministre de la Défense, il retrouve une activité diplomatique dès 2003 comme ambassadeur au Royaume-Uni, puis auprès de l'OTAN en 2005.

### Politique tchèque
À la suite du renversement du gouvernement de Mirek Topolánek par une motion de censure, Štefan Füle est nommé ministre sans portefeuille, chargé des Affaires européennes, dans le gouvernement technique de Jan Fischer le 8 mai 2009 sur proposition du Parti social-démocrate tchèque (ČSSD).

### Dans l'Union européenne
Le 10 novembre suivant, il est désigné commissaire européen. Dix-sept jours plus tard, José Manuel Durão Barroso annonce lui avoir confié le poste de commissaire à l'Élargissement, dont les compétences sont étendues à la politique européenne de voisinage. Il entre en fonction le 10 février 2010.